# Athlético Marseille
Athlético Marseille, właśc. Athlético Aix Marseille Provence – francuski klub piłkarski z siedzibą w Marsylii.

## Historia
Klub istniał w latach 1964–2022. W swojej historii występował przez cztery sezony w trzeciej lidze.

### Chronologia nazw
- 1964–2018 – Groupe Sportif Consolat (GS Consolat)
- 2018–2020 – Athlético Marseille
- 2020–2022 – Athlético Aix Marseille Provence (Athlético Marseille)

### Historia występów w trzeciej lidze
| Sezon   | Liga     | Miejsce      | Nazwa       |
| ------- | -------- | ------------ | ----------- |
| 2014/15 | National | 13.          | GS Consolat |
| 2015/16 | National | 4.           | GS Consolat |
| 2016/17 | National | 4.           | GS Consolat |
| 2017/18 | National | 16. (spadek) | GS Consolat |

## Reprezentanci kraju grający w klubie
|  | - Liassine Cadamuro-Bentaïba - Rafik Djebbour - Nabil Ghilas - Max Hilaire - Kassim Abdallah - Ibor Bakar - Salim Ben Boina - Djamalldine Bounou - Ibrahim Madi - Omar Mbapandza |  | - Mohamed M’Changama - Youssouf M’Changama - Kassim M’Dahoma - Omar M’Dahoma - Djamal Mohamed - Salim Mramboini - Ibrahim Rachidi - Faïz Selemani - Ahmed Soilihi - William Vouama |  | - / Faydine Daroussi - Karim Aït Fana - Joris Moutachy - Pape Ibnou Ba - Harouna Sy - Sulliman Mazadou - Lamine Sakho - Zakari Sahnoun - Umut Bozok - Guy Demel |